# Візничий (сузір'я)

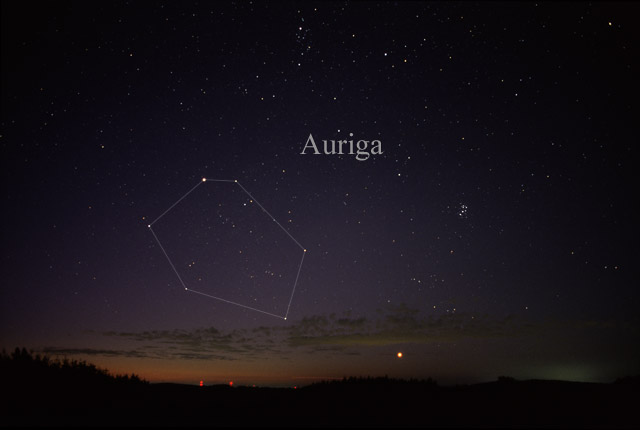
Візничий неозброєним оком.

Візни́чий (лат. Auriga) — сузір'я в північній небесній півкулі, одне з 88 сучасних сузір'їв, перелічених у каталозі Міжнародного астрономічного союзу. Воно також входило до списку 48 сузір'їв, складеного давньогрецьким астрономом Клавдієм Птолемеєм у II столітті. Латинська назва «Auriga» означає «візничий» і пов'язана з міфологічними персонажами, такими як Еріхтоній і Міртіл. Візничий є найбільш помітним на небі Північної півкулі взимку. Це одне з шести сузір'їв, зорі яких формують астеризм Зимове Коло. Завдяки своєму північному схиленню сузір'я повністю видно до широти −34°; для спостерігачів південніше воно частково або повністю опускається нижче горизонту. Сузір'я Візничий охоплює площу 657 квадратних градусів, що робить його значним за розміром, хоча воно майже вдвічі менше за найбільше сузір'я Гідру.
Найяскравіша зоря сузір'я Візничий — Капелла (α Aur) — це зоряна система, яка входить до числа найяскравіших зір нічного неба. Вона складається з двох пар зір, що взаємодіють між собою. Інші помітні зорі сузір'я включають Менкалінан (β Aur), яка є цікавим змінним об'єктом, і Епсилон Візничого (ε Aur) — затемнювану подвійну систему з незвично довгим періодом затемнення, що робить її об'єктом інтенсивних досліджень астрономів.
Візничий містить багато яскравих розсіяних зоряних скупчень. Серед них особливо виділяються M36, M37 і M38, які є популярними об'єктами для спостережень серед аматорських астрономів завдяки своїй яскравості та доступності для невеликих телескопів. Окрім зоряних скупчень, у сузір'ї розташована помітна туманність — IC 405 (англ. Flaming Star Nebula, IC 405). Вона емісійною туманністю.

## Історія та міфологія
Історія сузір'я Візничий сягає давніх часів і відображає різні культурні уявлення. У Месопотамії зорі цього сузір'я були відомі під назвами GAM, Gamlum або MUL.GAM, що символізували шаблю або посох. Незрозуміло, чи це позначення стосувалося лише зорі Капелла (α Aur) чи всього сучасного сузір'я. У месопотамській традиції посох Візничого символізував козопаса або пастуха, а сам він складався з більшості яскравих зір, за винятком зорі Натх (β Tau), який одночасно належав і до Тельця, і до Візничого. Бедуїнські астрономи мали власні уявлення про зоряне небо, створюючи сузір'я у вигляді груп тварин. У їхній традиції зорі Візничого утворювали стадо кіз, що перегукується з давньогрецькими міфами. У грецькій міфології ця асоціація з козами збереглася, але до неї додався образ візничого. Візничий зазвичай асоціюється з кількома міфологічними персонажами, зокрема Еріхтонієм — легендарним царем Афін, якого, за переказами, виховала богиня Афіна. Він першим запряг коней у колісницю, за що Зевс помістив його на небо як сузір'я.
Міф про Еріхтонія Афінського та його асоціація з сузір'ям Візничий є однією з найцікавіших частин давньогрецької міфології. Еріхтоній був сином Гефеста та Геї, і його народження було сповнене неймовірних обставин. Після того як Афіна знайшла його в матері, яка намагалася відмовитися від нього, богиня вирішила піклуватися про хлопця. Еріхтоній виріс, ставши видатним винахідником і героєм, який започаткував нову епоху в техніці, створивши квадригу — колісницю, яка мала чотири коні. Ця колісниця була втіленням Сонця, візуально нагадуючи колісницю Геліоса, і саме це стало основою для міфу про те, як Еріхтоній здобув царство Афін. Його геройські вчинки та технічні досягнення принесли йому повагу й авторитет, і як нагороду Зевс розмістив його на небі у вигляді сузір'я Візничий. Це сузір'я асоціюється з образом візничого, який керує своєю колісницею, і символізує не лише технічну інновацію, але й героїчне минуле, що увічнило Еріхтонія. Тому в астрономії Візничий став символом людської винахідливості, мужності та пошани до великого винахідника.
Міфологія сузір'я Візничого дійсно багатогранна і має кілька інтерпретацій, що відображають різні аспекти давньогрецьких міфів. Окрім зв'язку з Еріхтонієм і його колісницею, сузір'я має й інші версії:
1. Міртіл та Еномай: Згідно з цією версією, Міртіл був візничим Еномая, царя Піафії, який змагався з молодими чоловіками за право одружитися з його донькою Гіпподамією. Еномай був дуже сильним і вигравав у перегонах, але Міртіл допоміг Пелопу, майбутньому чоловіку Гіпподамії, здобути перемогу, підкупивши візничого Еномайа. Після того як Пелоп переміг, він вбив Міртіла, і той був увічнений на небі, ставши частиною сузір'я Візничий. Ця версія вказує на візничого, який має значення у контексті змов і героїчних дій, і в результаті став частиною астрономічного уявлення.
2. Іпполіт та Тесей: Існує також версія, де сузір'я асоціюється з Іпполітом, сином Тесея, який став жертвою нещасливої долі. Гіпполіт відмовився від любовних домагань мачухи Федри, що призвело до трагедії: Федра наклала на себе руки, а Іпполіт був вигнаний з Афін. Під час поїздки на колісниці він загинув через аварію, коли його колісниця була потягнута конями. Проте, завдяки Асклепієві, Іпполіт був воскресений, і його зображення на небі, як візничого, стало символом відновлення і непокори долі.
3. Фаетон і його трагедія: У міфі Фаетон переконує свого батька, Геліоса, дозволити йому керувати колісницею. Попри його небесне походження, Фаетон не зміг впоратися з керуванням колісницею, що призвело до того, що її кінні коні почали сильно скакати, і Фаетон не зміг утримати їх, що призвело до великої катастрофи — земля почала горіти. Зрештою, Зевс убив Фаетона блискавкою, поклавши кінець його життя. За своє відчайдушне прагнення Фаетон був увічнений на небі як сузір'я Візничий, що символізує його трагічну долю[7][8].
4. Міф про частини тіла брата Медеї: Цікавою є і версія, де сузір'я Візничий асоціюється з тілом брата Медеї, який був убитий і розпоротий. Відповідно до цього міфу, коли Медея викидала частини тіла свого брата в море, зорі у сузір'ї Візничий втілюють кінцівки цього розірваного тіла. Це надає сузір'ю ще один шар символізму, пов'язаний із темами зради та відплати, а також з образом Медеї як могутньої жінки з темною долею[6].

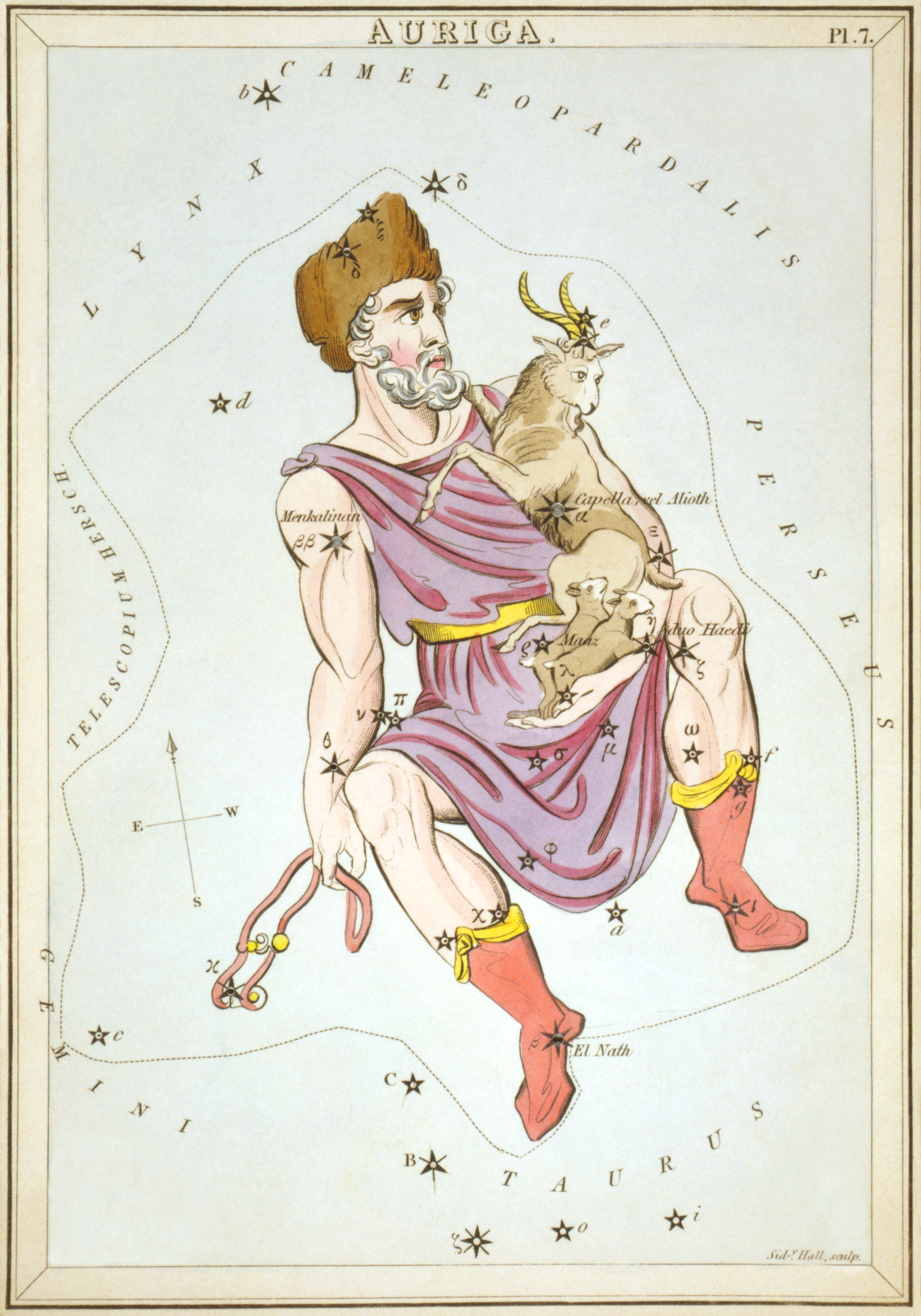
Сузір'я Візничий, що несе козу з дітьми, зображена на «Дзеркалі Уранії», 1825 року

Зображення сузір'я Візничий зазвичай показують у вигляді візка з водієм, який тримає козу на лівому плечі, а під лівою рукою — двоє козенят. У правій руці він тримає повідці, що з'єднують його з кіньми, які тягнуть візок. Однак ці малюнки змінювались з часом. Іноді, замість повідців, Візничий тримав батіг. Але зору Капеллу майже завжди зображувалась над його лівим плечем, а козенята — під його лівою рукою.
В одній версії з 1488 року, в атласі астронома Гігінія, Візничий зображений як водій чотириколісної колісниці, яка запряжена не тільки кіньми, а й волами та навіть зеброю. У виданні 1535 року Якуб Міцилус малює Візничого з двоколісною колісницею, яку тягнуть два коні та два вола.
У арабських та турецьких зображеннях Візничий виглядає зовсім інакше. Наприклад, в одному турецькому атласі зорі Візничого представлені як віслюк, називали «віслюк з вуздечкою». У Франції в 17 столітті було створено дуже незвичайне зображення, на якому Візничий виглядає як Адам, що стоїть на колінах на Чумацькому Шляху, а коза обвивається навколо його плечей.
Іноді сузір'я Візничий зображується не як візник, а як Беллерофонт — герой грецької міфології, який став вершником міфічного Пегаса. Беллерофонт наважився наблизитись до гори Олімп, і, співчуваючи його необачності, Юпітер вирішив увічнити його на небі, перетворивши його на сузір'я.
Дослідження Оксфордського університету припускають, що у 15 столітті це сузір'я могли також називати «Агітатором». Крім того, деякі зорі сузір'я Візничий стали частиною неіснуючого сьогодні сузір'я Великий і Малий Телескопи Гершеля. Це сузір'я було введене астрономом Максиміліаном Хеллом на честь відкриття Урану Вільямом Гершелем.

## Розташування
Сузір'я Візничий можна легко знайти на нічному небі, особливо взимку. Найпростішим способом є пошук сузір'я Оріона, яке добре помітне завдяки трьом яскравим зорям, розташованим у ряд (це Пояс Оріона). Трохи вище Оріона знаходиться сузір'я Тельця, а ще вище — Візничий. Основною зорею Візничого є Капелла, яка має теплий, золотавий відтінок і є однією з найяскравіших на небі. Сузір'я Візничого утворює п'ятикутник яскравих зір, хоча одна з них, Натх, насправді належить до Тельця, але в старих зоряних картах її іноді включали і до Візничого. Візничий займає площу 657 квадратних градусів і є 21-м за розміром сузір'ям на небі. Воно розташоване в першому квадранті північної півкулі і є видимим в широтах від +90° до -40°, що дає можливість спостерігати його майже з усіх точок Землі, окрім найпівденніших регіонів.

## Зорі

### Яскраві зорі

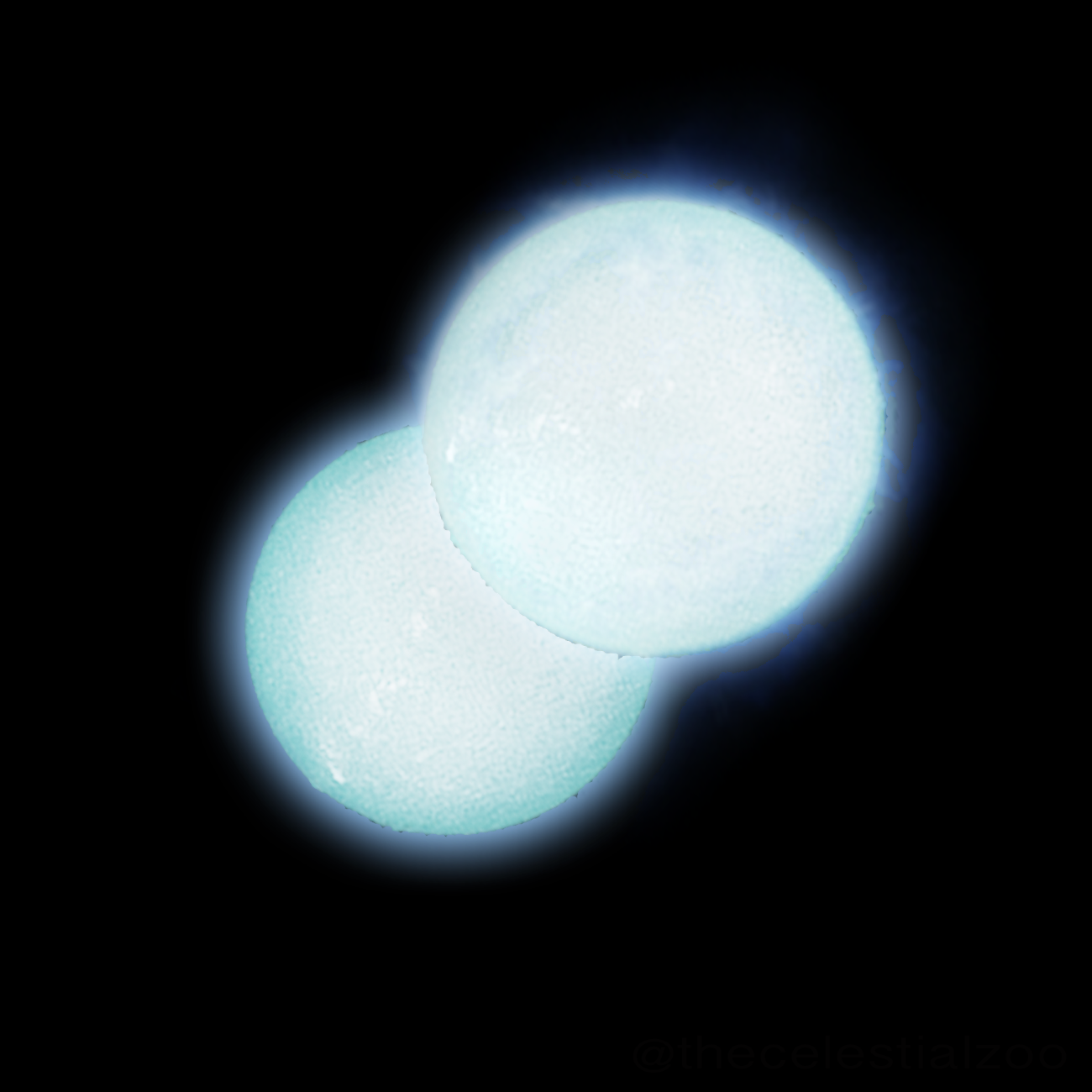
Зоря Менкалінан

- Зоря КапеллаЗоря МенкалінанКапелла (α Візничого) — найяскравіша зорі в сузір'ї Візничий. Вона належить до класу G8III, тобто є жовтим гігантом, і розташована на відстані 43 світлових років від Землі. Капела має видиму величину 0.08, що робить її шостою за яскравістю зорею на нічному небі. Традиційна назва Капели пов'язана з міфом, у якому вона є козою Амальтеєю, що вигодовувала немовля Зевса. Через це її також часто називають «Зоря Кози». Капела є спектроскопічною подвійною зорею з періодом обертання 104 дні. Обидві зорі — жовті гіганти. Головна зірка належить до G-типу, а її зоря-супутник — між G-типом і F-типом. Головна зорі має радіус 11.87 сонячних радіусів (R☉) і масу 2.47 сонячних мас (M☉), а зоря-супутник має радіус 8.75 R☉ та масу 2.44 M☉. Відстань між зорями становить 110 мільйонів кілометрів, що є майже 75 % відстані між Землею та Сонцем. Відкриття, що Капела є подвійною зіркою, відбулося в 1899 році в Лікській обсерваторії, а період обертання був визначений у 1919 році за допомогою телескопа обсерваторії Маунт-Вілсон. Абсолютна величина Капелли становить 0.3, а її світність в 160 разів перевищує світність Сонця (160 L☉)[16][4][17][18][19].

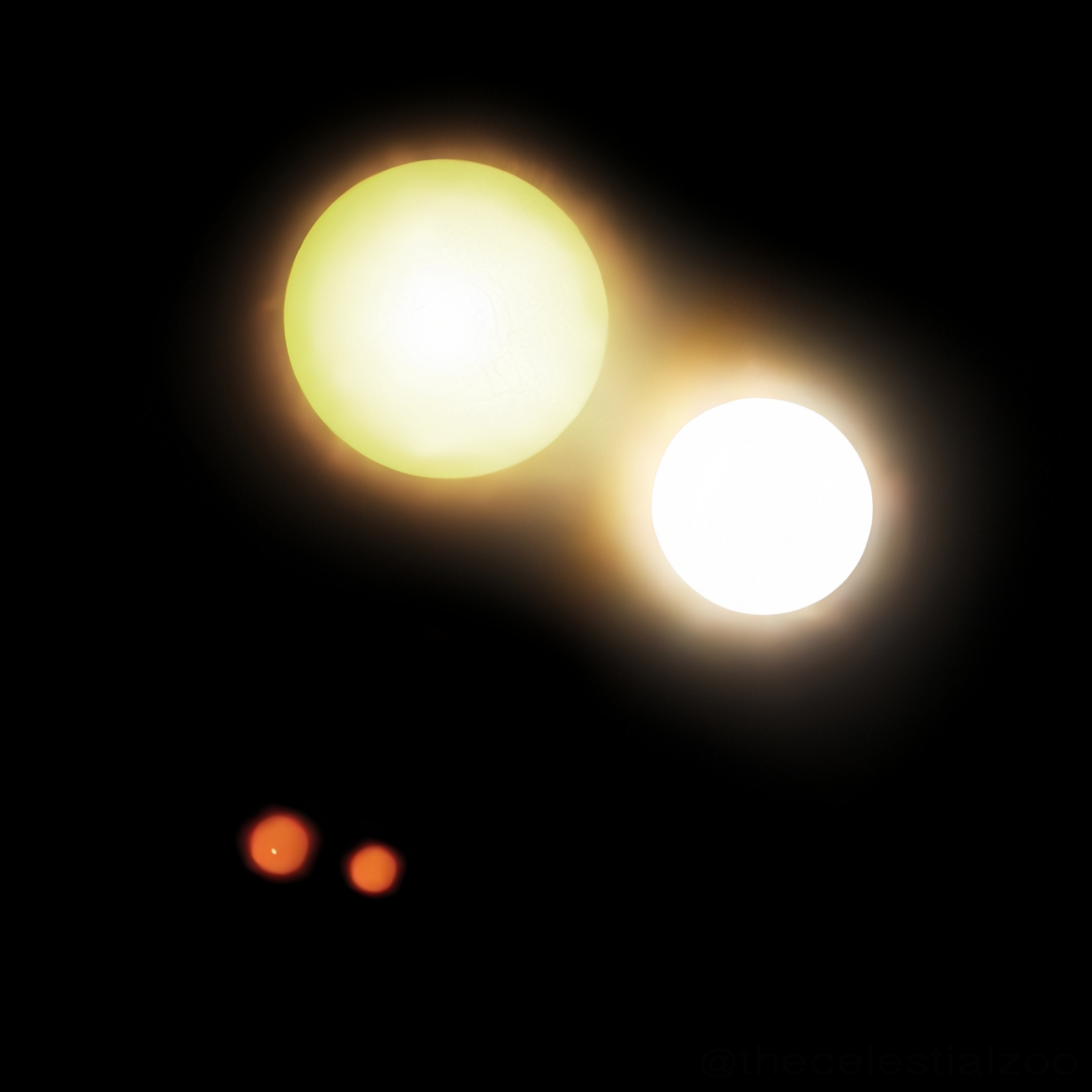
Зоря Капелла

- Менкалінан (β Візничого) — яскрава зоря класу A2IV, що є субгігантом типу A. Її арабська назва mankib dhu al-'inan перекладається як «плече візничого», що відображає її розташування в сузір'ї Візничий. Менкалінан знаходиться на відстані 81 світлового року від Землі і має видиму величину 1.90. Менкалінан є затемнюваною подвійною зорею. Обидві зорі в системі — блакитно-білі, і їхній період обертання складає 3.96 дні. Подвійна природа цієї зорі була виявлена спектроскопічно у 1890 році астрономом Антонією Морі. Це зробило її другою спектроскопічною подвійною зорею, відкритою в той час. Через 20 років, у 1910 році, Джоуел Стеббінс виявив змінний характер зорі за допомогою фотометрії. Менкалінан має абсолютну величину 0.6 і світність, яка в 50 разів перевищує світність Сонця (50 L☉). Її швидкість руху в напрямку до Землі складає 18 км/с. Є припущення, що зоря може бути частиною потоку з близько 70 зір, серед яких є зорі Зосма та Рас Альхаге(інші мови)[17][20][21].
- Хассалех(ι Візничого) — це яскравий гігант типу K (клас K3II), з зоряною величиною 2.69, зоря розташована на відстані приблизно 494 світлових років від Землі. Хассалех еволюціонувала з зорі типу B до зорі типу K протягом 30–45 мільйонів років після свого народження. Абсолютна величина зорі складає −2.3, а світність у 700 разів більша за світність Сонця. Це одна з дуже яскравих гігантських зір, але її світло частково приглушене міжгалактичними хмарами пилу, що робить її на 0.6 величини слабшою. Ця зоря є гібридною і випромінює рентгенівські промені з її корони, а також має прохолодний зоряний вітер. Хоча її власний рух дуже малий (всього 0.02 арксекунди на рік), її ппоменева швидкість складає 10.5 миль (16.9 км) на секунду, спрямовану від нас. Традиційна арабська назва Аль Каб або Кабдиліан походить від арабської фрази «аль-каб зіль 'інан», що перекладається як «плече того, хто тримає повідці». Хассалех може завершити своє життя як наднова, але, оскільки маса зорі наближається до межі для таких зір, вона може також перетворитися на білий карлик[22][23][24][17].
- Дельта Візничого (δ Візничого, 33 Візничого) — найпівнічніша яскрава зоря в сузір'ї Візничий, є гігантом типу K0III. Вона знаходиться на відстані 126 світлових років від Землі і має вік близько 1.3 мільярда років. Її видима величина складає 3.72, абсолютна величина — 0.2, а світність у 60 разів більша за світність Сонця. Радіус зорі в 12 разів більший за радіус Сонця, а її маса — вдвічі більша за масу Сонця. Період її обертання складає майже один рік. Хоча Дельта зазвичай вважається однією зорею, насправді вона має три дуже віддалені оптичні супутники. Один із них є подвійною зорею з величиною 11, що розташована на відстані 2 арксекунди від основної зорі, а інша заоря має величину 10 і перебуває на відстані 3 арксекунди від Дельти Візничого[25][26][27].
- Лямбда Візничого(інші мови) (λ Візничого) — це зоря типу G1.5IV-V. Її видима величина складає 4.71, а абсолютна величина — 4.4. Зоря розташована на відстані 41 світлових років від Землі. Вона має дуже слабке випромінювання в інфрачервоному спектрі. Вона також рухається через космос з дуже високою швидкістю — 83 км/с. За розмірами Лямбда Візничого схожа на Сонце, хоча й трішки більша: її маса — 1.07 від маси Сонця, а радіус — 1.3 від радіусу Сонця. Її період обертання навколо своєї осі складає 26 днів. Як і зоря Дельта Візничого, Лямбда Візничого має кілька оптичних супутників, які можуть бути сприйняті як частини цієї зорі. Яскравіші з них мають величину 10 і знаходяться на відстані 175 та 203 арксекунди від основної зорі. Є також і тьмяніші супутники з величинами 13 і 14, які знаходяться на відстанях 87 і 310 арксекунди відповідно. Всі ці супутники не є гравітаційно пов'язаними з Лямбдою, а просто здаються частинами цієї зорі через їхнє розташування на небі[28][29][30][31][32].
- Ню Візничого(інші мови) (32 Візничого, HD 39003) — це гігантська зоря спектрального класу G9.5III, що належить до жовтих гігантів. Вона має видиму величину 3.97, що робить її доступною для спостереження неозброєним оком у хороших умовах. Зоря розташована приблизно за 230 світлових років від Землі. Ця зоря приблизно в 60 разів яскравіша за Сонце (її світність становить 60 L☉), а її абсолютна величина — 0.2. Як гігант, Ню Візничого суттєво розширилася після завершення своєї фази головної послідовності: її радіус складає 20–21 сонячних радіуси, а маса оцінюється приблизно у 3 маси Сонця[33][34][35][36].

### Змінні затемнювані зорі

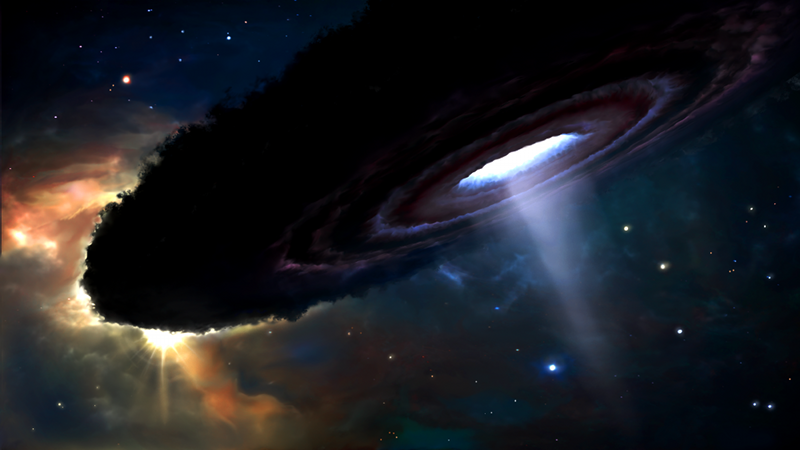
Художнє зображення системи Епсилон Візничого

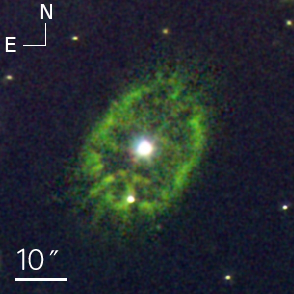
Зоря Т Візничого і туманність

- Художнє зображення системи Епсилон ВізничогоЕпсилон Візничого (ε Візничого, Аль-Маз, Альмааз) — найвідоміша змінна зоря у сузір'ї Візничого. Затемнювана подвійна зоря класу F0 з надзвичайно довгим періодом затемнень — 27 років. Останні затемнення відбувалися у 1982—1984 та 2009—2011 роках. Абсолютна зоряна величина Епсилона Візничого — −8.5m, а його світність надзвичайно велика — 200 000 світностей Сонця (L☉), що пояснює високу видиму яскравість зорі, незважаючи на значну відстань. Перше зареєстроване затемнення Епсилон Візничого сталося у 1821 році, але його змінність була підтверджена лише під час затемнення 1847—1848 років. З того часу висувалися різні теорії щодо природи затемнюваного об'єкта. Крім того, система має не затемнюваного супутника, який є зорею 14-ї величини та знаходиться на відстані 28.6 арксекунди від головної зорі. Цей супутник було відкрито у 1891 році Шерберном Веслі Бернемом в обсерваторії Дірборн(інші мови)[37][4][17].
- Дзета Візничого (ζ Візничого) — одна з затемнюваних подвійних зір у сузір'ї Візничий, що разом із Ета Візничого утворює астеризм Хаеді («Козенята»). Зоря розташована на відстані 776 світлових років від Землі. Затемнення спричиняє зміну її яскравості, що відбувається з періодом 2 роки і 8 місяців (972 дні). Максимальна зоряна величина системи становить 3.7m, а мінімальна — 4.0m. Повне затемнення триває 38 днів, а часткові фази затемнення — ще по 32 дні на початку та в кінці. Головна зоря цієї системи є яскравим гігантом спектрального класу K5II. Вона має діаметр, що у 150 разів перевищує сонячний, і світність, яка у 700 разів перевищує світність Сонця. Її супутником є значно менша, але гарячіша блакитна зоря головної послідовності спектрального класу B7V. Вона за розмірами лише в 4 рази більша за Сонце, але в 140 разів яскравіша за нього. Обидві зорі обертаються навколо спільного центру мас на відстані приблизно 800 мільйонів кілометрів (що приблизно відповідає п'яти астрономічним одиницям — трохи більше за орбіту Юпітера). Дзета Візничого віддаляється від Землі зі швидкістю 13 км/с. Ця зоряна система була визначена як спектроскопічна подвійна Антонією Морі у 1897 році, а подвійна природа Дзети Візничого була підтверджена у 1908 році Вільямом Воллесом Кемпбеллом[38][39][40].
- Ета Візничого (η Візничого) — належить до спектрального класу B3V, тобто є гарячою блакитною зорею головної послідовності. Вона розташована набагато ближче до Землі — на відстані 243 світлових років. Її зоряна величина становить 3.17m, абсолютна зоряна величина −1.7m, а світність у 450 разів перевищує сонячну. Ета Візничого також поступово віддаляється від нас зі швидкістю 7.2 км/с[41][42][43].Зоря Т Візничого і туманність
- T Візничого(інші мови) — це нова зоря, спалах якої вперше зафіксував Томас Девід Андерсон 23 січня 1892 року, коли її яскравість сягнула 5.0m. Проте перегляд старих фотографічних пластин показав, що зоря стала видимою неозброєним оком ще 10 грудня 1891 року. Її яскравість різко зросла в 2,5 раза з 11 по 20 грудня, досягнувши максимуму 4.4m. Спектральний аналіз, проведений під час спалаху, виявив речовину, що рухалася з високою швидкістю у напрямку Землі. Однак уже в серпні 1892 року спектр зорі почав нагадувати спектр планетарної туманності. Спостереження, проведені Едвардом Емерсоном Барнардом у Лікській обсерваторії, підтвердили, що навколо зорі утворилася туманність діаметром 3 кутові секунди. У 1943 році її оболонка вже розширилася до 12 кутових секунд. Система має часткові затемнення, кожне з яких триває близько 40 хвилин[44][45].

### Зорі з планетними системами
У сузір'ї Візничий є кілька зір, що мають підтверджені планетарні системи, а також білий карлик, ймовірно, із планетною системою. Ось деякі з таких зір:
- HD 40979(інші мови): Це зоря типу F8V, що за розмірами схожа на Сонце, розташована на відстані близько 108 світлових років (33.3 парсека) від Землі. Її маса становить 1.1 маси Сонця, а радіус — 1.21 радіуса Сонця. Планета HD 40979 b, виявлена у 2002 році, має масу 3.83 маси Юпітера. Вона обертається навколо зорі на відстані 0.83 астрономічної одиниці (майже так само, як Меркурій навколо Сонця), з періодом обертання 263.1 дня[46][47].
- HD 45350(інші мови): Ця зоря має планету HD 45350 b, виявлену у 2004 році. Планета важить 1.79 маси Юпітера і обертається навколо своєї зорі на відстані 1.92 астрономічної одиниці, з періодом 890.76 днів. Зоря знаходиться на відстані 160 світлових років (49 парсеків) від Землі і має масу 1.02 маси Сонця, радіус — 1.27 радіуса Сонця, а її видима яскравість становить 7.88, що робить її важко помітною неозброєним оком[48][49][50].
- HD 43691(інші мови): У цієї зорі є планета HD 43691 b, виявлена у 2007 році. Це велика планета з масою 2.49 маси Юпітера, яка обертається дуже близько до своєї зорі (на відстані всього 0.24 астрономічної одиниці — ближче, ніж Меркурій до Сонця). Її орбіта триває лише 36.96 днів. Зоря HD 43691 має масу 1.38 маси Сонця, радіус — такий самий як у Сонця, але її щільність вища. Вона є зорею типу G0IV і знаходиться на відстані 304 світлових років (93.2 парсека) від Землі, з видимою яскравістю 8.03[51][52].

## Туманності

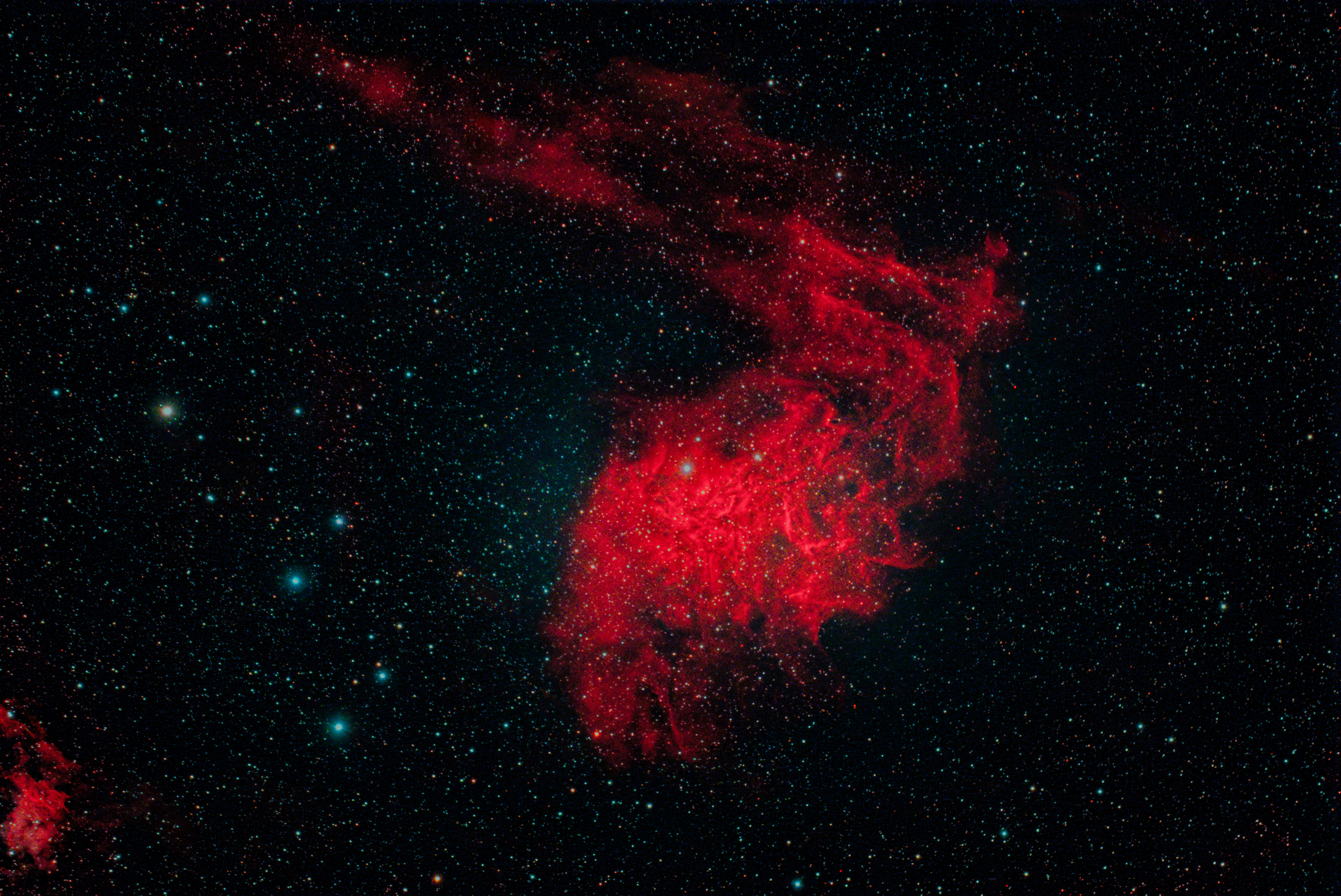
Туманність IC 405

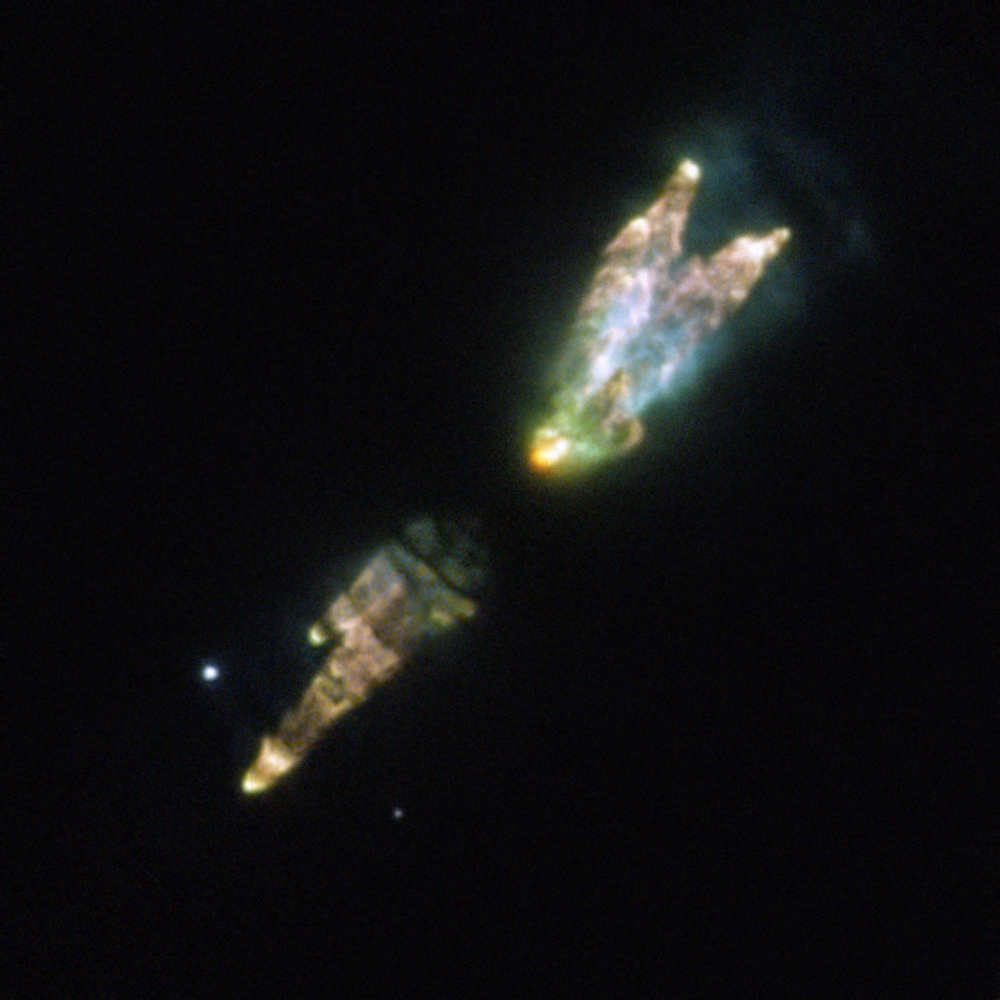
Знімок туманності Вестбрука, зроблений телескопом Габбл

- NGC 1985 — це невелика, але яскрава відбивна туманність. Її відкрив відомий астроном Вільям Гершель 13 грудня 1790 року. Туманність має видиму зоряну величину 12,8, що означає, що її можна побачити лише через телескоп. За розмірами NGC 1985 займає приблизно 0,68 кутових мінут на небі — це трохи більше, ніж одна десята частина видимого діаметра Місяця. Вона є відбивною туманністю, тобто хмарою газу і пилу, яка світиться не власним світлом, а відбиває світло сусідніх зір, подібно до туманностей навколо зоряних скупчень у Чумацькому Шляху[53][54].

- IC 405 — це яскрава туманність, що поєднує випромінювальну та відбивну складові. Вона оточує блакитну змінну зорю AE Візничого, яка слугує головним джерелом її освітлення. Завдяки своїй видимій зоряній величині +6,0 туманність можна спостерігати навіть у невеликі телескопи за сприятливих умов. Ця туманність простягається приблизно на 5 світлових років і знаходиться на відстані близько 1 500 світлових років від Землі. Дослідження вказують, що AE Візничого, ймовірно, утворилася в області Пояса Оріона, а згодом перемістилася до свого теперішнього місця, залишаючи за собою слід у вигляді яскравого газового туману[55][56].

- Туманність Вестбрука (CRL 618) — це біполярна протопланетарна туманність. Вона утворюється навколо зорі, яка завершила фазу червоного гіганта та припинила ядерний синтез у своєму ядрі. Зоря, прихована в центрі туманності, активно викидає газ і пил зі швидкістю до 200 км/с[57][58].Назва туманності походить від імені Вільяма Е. Вестбрука, який помер у 1975 році. Вважається, що вона почала формуватися приблизно 200 років тому і в основному складається з молекулярного газу. Зовнішні оболонки туманності виникли через взаємодію між швидкими потоками газу, що спрямовуються в протилежні боки (біполярні викиди), та речовиною, яку зоря втратила ще на стадії червоного гіганта[59].

## Зоряні скупчення

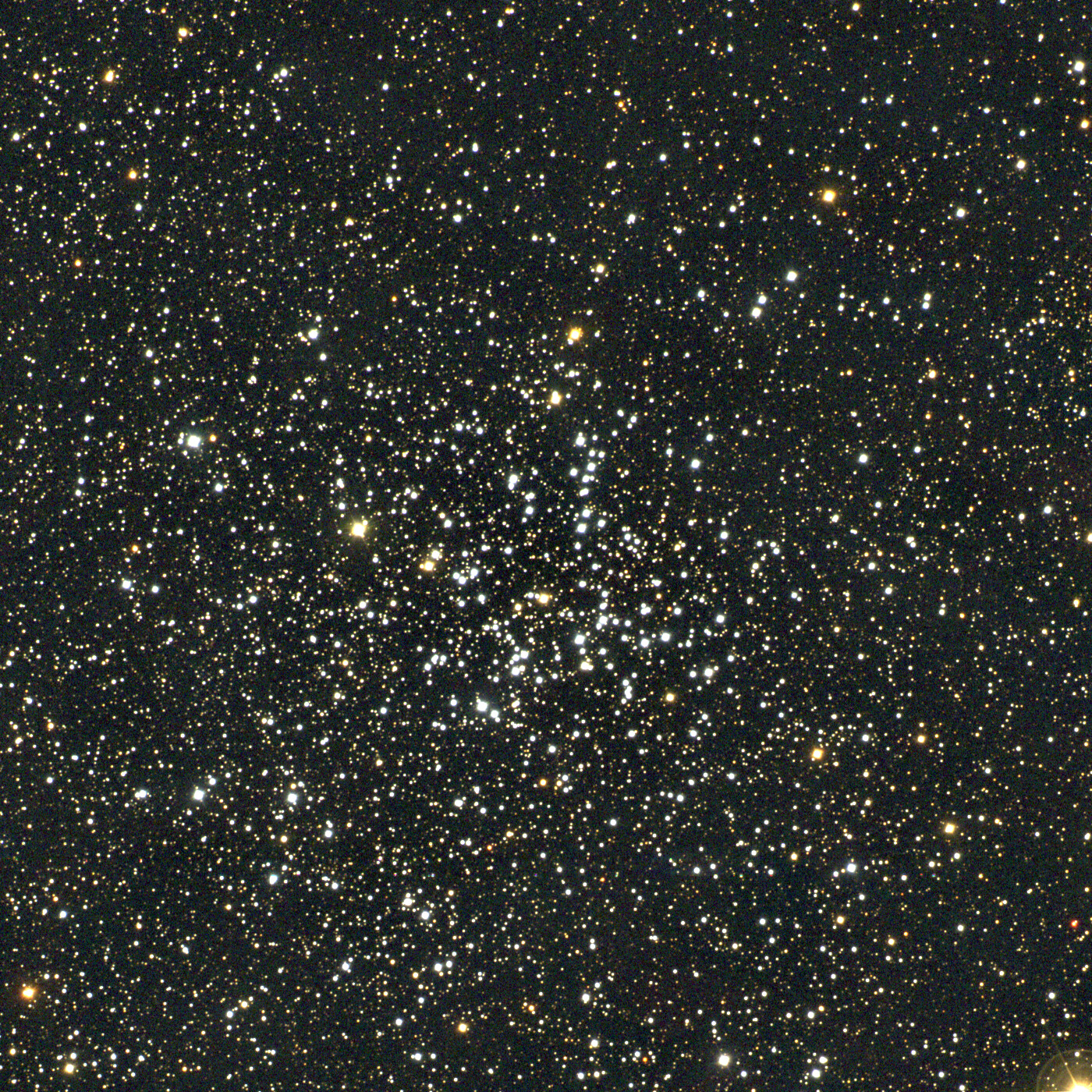
Зоряне скупчення М38

- Зоряне скупчення М36Зоряне скупчення М38Мессьє 36 (M36), також відоме як NGC 1960 або Скупчення «Карусель», — це яскраве розсіяне зоряне скупчення. Його відкрив італійський астроном Джованні Баттіста Годіерна ще до 1654 року, описавши як тьмяну «туманну пляму». Пізніше, у 1749 році, його незалежно перевідкрив французький астроном Гійом Ле Жентіль, а у 1764 році Шарль Мессьє додав його до свого знаменитого каталогу туманностей і зоряних скупчень. M36 розташоване приблизно 4 340 світлових років від Землі. За своїми характеристиками воно нагадує знамениті Плеяди (M45) — якби вони знаходилися на однаковій відстані, їхня яскравість виглядала б подібною. Скупчення містить близько 60 молодих блакитних зір, які утворилися приблизно 25 мільйонів років тому. Завдяки своїй компактності та яскравості його легко спостерігати навіть у невеликі телескопи[60][61].

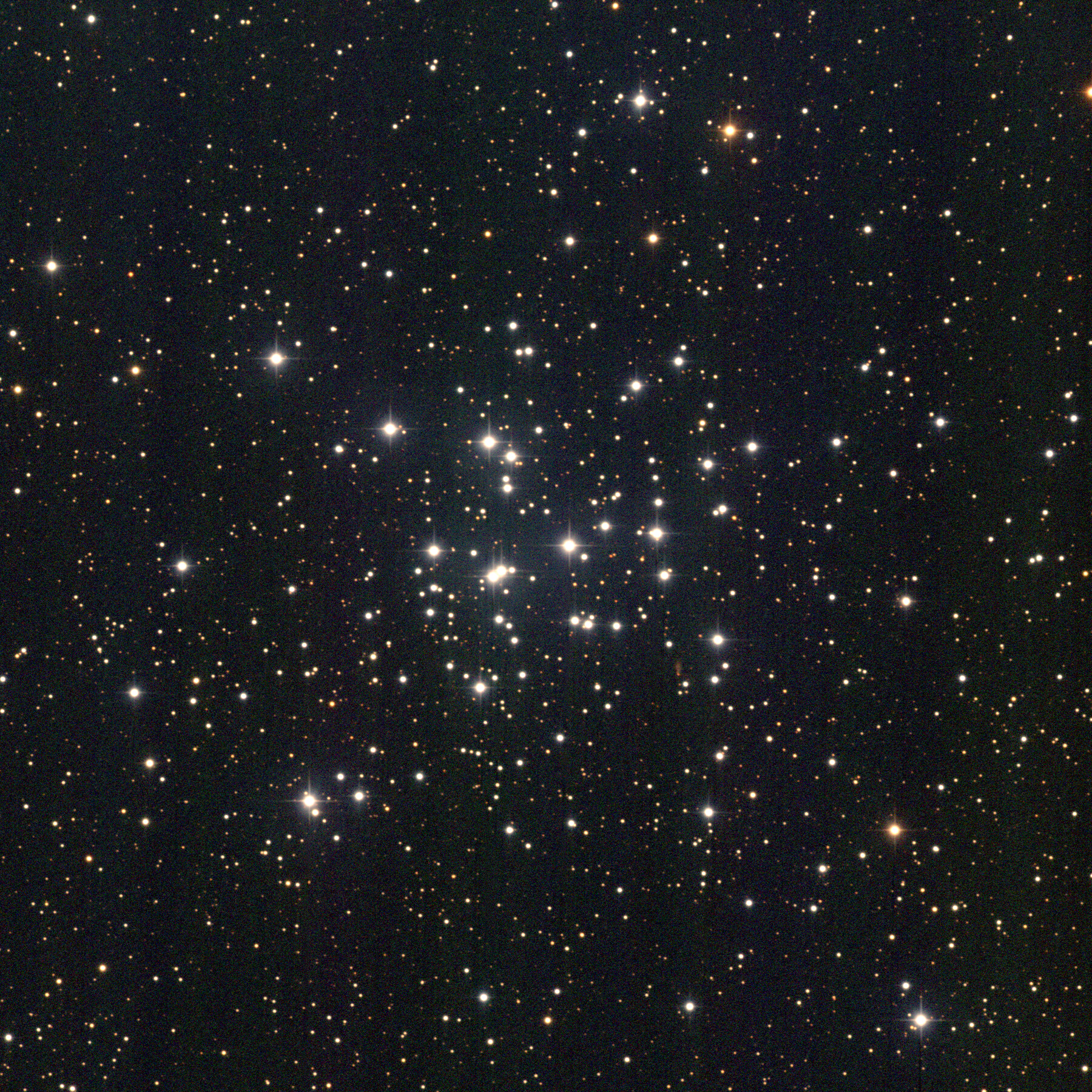
Зоряне скупчення М36

- Мессьє 37 (M37), також відома як NGC 2099 або Скупчення «Сіль і Перець», є найяскравішим і найщільнішим розсіяним скупченням. Його вперше відкрив італійський астроном Джованні Баттіста Годіерна ще до 1654 року. Вік скупчення оцінюється від 347 до 550 мільйонів років і має масу приблизно 1 500 сонячних мас, містить понад 500 відомих зір, з яких приблизно 150 яскравіші за 12,5 зоряну величину. Особливістю M37 є наявність щонайменше десятка червоних гігантів, а найгарячіша зоря на головній послідовності має спектральний клас B9 V. За вмістом важких елементів (металічністю) це скупчення подібне до Сонця або навіть трохи багатше[62][63][64].
- Мессьє 38 (M38), також відоме як NGC 1912 або «Скупчення Морська Зірка», — це велике розсіяне зоряне скупчення. Його відкрив італійський астроном Джованні Баттіста Годіерна ще до 1654 року, а потім незалежно перевідкрив Гійом Ле Жентіль у 1749 році. M38 часто розглядають разом із сусідніми розсіяними скупченнями M36 і M37. Вони розташовані відносно близько одне до одного на зоряному небі та є цікавими об'єктами для аматорських спостережень. Відстань від Землі до M38 становить приблизно 3 480 світлових років (близько 1 066 парсеків). За розмірами воно трохи більше за M36 і містить сотні зір, серед яких переважають жовтуваті гіганти спектрального класу G. Вік скупчення оцінюється приблизно у 220 мільйонів років. Неподалік від M38 знаходиться менше розсіяне скупчення NGC 1907. Хоча вони здаються близькими на небі, насправді ці два скупчення утворилися в різних частинах нашої галактики та просто випадково опинилися поруч під час свого руху в Чумацькому Шляху[65][66].

## Галактики

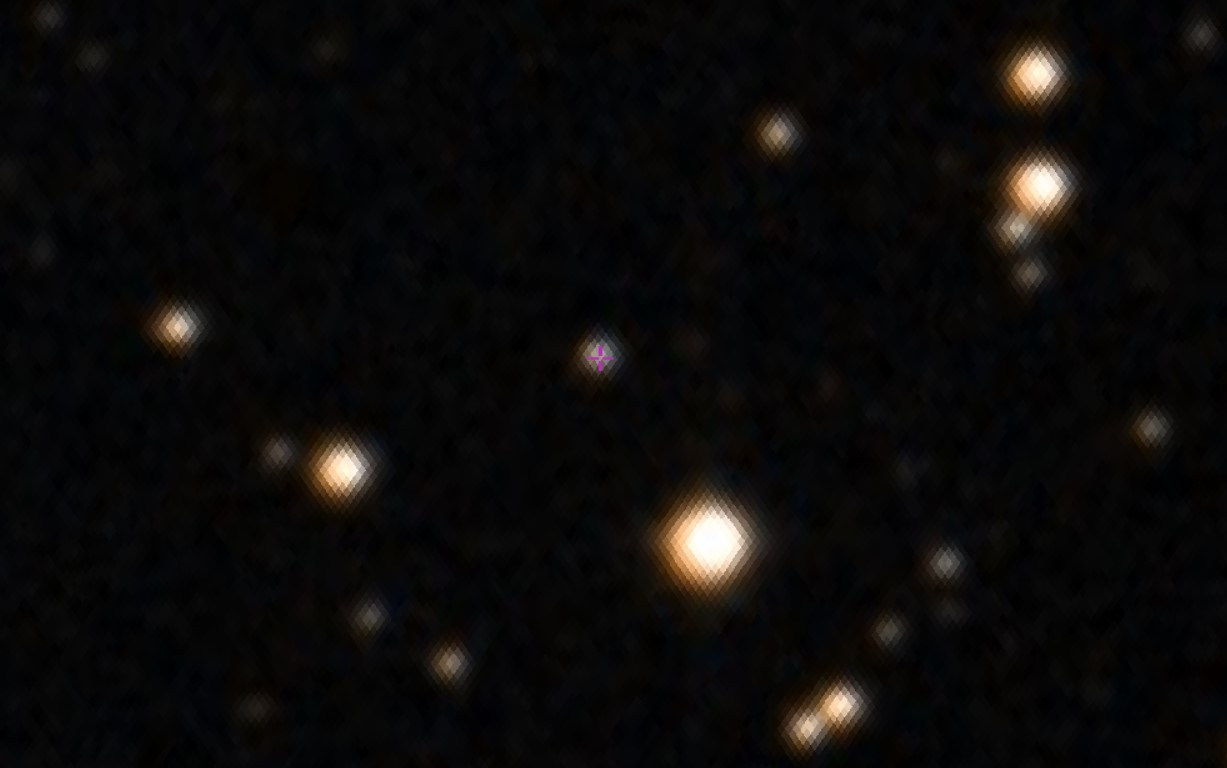
Блазар DA 193

3C 147 (B0538+498) — це дуже далекий і компактний квазар, активне ядро галактики випромінює величезну кількість енергії. Вперше цей об'єкт відкрили у 1964 році. Червоний зсув — ефект, при якому світло, що йде до нас із глибокого космосу, зміщується в червону частину спектра через розширення Всесвіту для 3C 147 становить 0.545.
DA 193 — блазар, це ще один далекий астрономічний об'єкт у сузір'ї Візничйи. Це різновид квазара, у якого потік високоенергетичного випромінювання спрямований майже прямо на Землю. Це робить його дуже яскравим у радіо- та інших діапазонах. DA 193 має червоний зсув 2.365, що вказує на ще більшу віддаленість, ніж у 3C 147. Це означає, що ми бачимо цей об'єкт таким, яким він був понад 10 мільярдів років тому. Блазар вперше помітили у 1971 році як потужне джерело радіохвиль. Його випромінювання спричинене синхротронним ефектом — тобто заряджені частинки рухаються в магнітному полі та випускають енергію у вигляді радіохвиль. Оскільки його випромінювання має пікову інтенсивність на частоті 5 ГГц, DA 193 належить до класу так званих джерел із піковим спектром у гігагерцовому діапазоні (GPS).